# إيون فلوكس (فلم)
إيون فلوكس هو فيلم خيال علمي بإخراج كارين كوساما، الفيلم مبني على مسلسل رسوم متحركة الخيال العلمي بنفس الاسم، الذي أنتجه بيتير تشانغ (الذي كان له دور ثانوي في الفيلم) وببطولة تشارليز ثيرون كشخصية رئيسية. صدر الفيلم 2 ديسمبر 2005، من أفلام باراماونت.

## الحبكة
في عام 2011، قضى فيروس على 99% من سكان الأرض، جميع الناجين من بريغنا دولة - مدينة مسورة، يحمها مؤتمر من العلماء. على الرغم من أن بريغنا مثالية، الناس يختفون والجميع يواجهون أحلاماً سيئة. إيون فلوكس عضوة في «المونيكية»، منظمة متمردة تحت الأرض تتواصل من خلال تكنولوجبا تمكن من التخاطر وهي بقيادة المعالجة. بعد مهمة لتدمير محطة مراقبة، إيون تعود إلى المنزل لتجد شقيقتها أونا مقتولة لافتراض خاطئ بأنها مونيكية. عند إرسال إيون لقتل رئيس الحكومة، تريفر غودتشايلد، تكتشف أنه تم التلعب بها والمونيكيين من قبل أعضاء المجلس في انقلاب سري.
يؤدي هذا الاكتشاف إلى تساؤل إيون عن أصل ومصير الجميع في بريغنا؛ على وجه الخصوص، صلتها الشخصية بتريفر. اتضح أن كل شخص في بريغنا هو استنساخ، نمت من الدي إن أي المعاد تدويره. مع استمرار عودة الموتى إلى الحياة في الأجساد الجديدة والتي لا تزال تحمل جزء من ذكريات حياتها السابقة، كانت هناك زيادة في الأحلام السيئة. إعادة التدوير والاستنساخ أصبحا ضروريان منذ جعل ترياق الفيروس الأصلي البشر عقيمين. تجارب تريفر، وجميع أسلاف نسخته، كانت تحاول عكس العقم. إيون تعلم أنها نسخة زوجة تريفر الأصلية، كاثرين وهي نسخة كاثرين الأولى لأكثر من 400 سنة.
واحدة من تجارب تريفر، أونا، كانت ناجحة وأصبحت حامل. ومع ذلك، أورين غودتشايلد، شقيق تريفر، كان قد قتلها ودمر أبحاث تريفر لكي يتمكن من البقاء في الحكم إلى الأبد من خلال نسخه. في مواجهة مع تريفر وإيون، يكشف أورين أن الإنسانية نفسها قد صححت المشكلة وأن بعض النساء قد حملن بشكل طبيعي، وأنه قتلهن جميعاً للحفاظ على عهد غودتشايلد. إيون مضطرة الآن لأن تكون ضد كل من حلفائها السابقين، الذين يريدون قتل تريفر، وأورين.
استطاعت إيون أن تقنع المونيكيين الآخرين بتجاهل المعالجة ومساعدتها بدل من ذلك في قتل أورين ورجاله. تذهب إيون لتدمير منشأة تخزين الحمض النووي المستنسخ، الريليكال، سفينة هوائية تطفو في السماء باستمرار. تلتقي هناك بالرجل العجوز التي يراقب كل شيء. تكتشف أيضاً أنه احتفظ بحمضها النووي لسنوات، حتى لو أمر أورين بتدميره لكي لا تؤثر كاثرين بتريفر بأي شكل من الأشكال. تتحطم السفسنة الهوائية في صور المدينة وتكسره فتكشفها، للمرة الأولى لقرون، أرض خضراء وخصبة على عكس البور الذي علمو به.

## الممثلين
- تشارليز ثيرون بدور إيون فلوكس
- مارتن أسوكاس بدور تريفر غودتشايلد
- جوني لي ميلير بدور أورين غودتشايلد
- صوفي أوكونيدو بدور سيثاندرا
- فرانسيس مكدورماند بدور المعالجة
- بيت بوستليثوايت بدور الحافظ
- أميليا وارنر بدور أونا فلوكس
- كارولاين تشيكيزي بدور فرييا
- نيكولا كينسكي بدور كلاديوس
- باترسون جوزيف بدور غيروكس
- يانغزوم براون بدور إناري

## الإنتاج
كتب سيناريو الفيلم من قبل فيل هاي ومات مانفريدي، وأخرجته كارين كوساما. ومثلت شخصية إيون فلوكس الحائزة على جائزة الأوسكار تشارليز ثيرون. أنتج الفيلم أفلام إم تي في. إنه من غير المألوف إنتاج أفلام إم تي في لفيلم أكشن.
في المراحل الأولى من الإنتاج، اختيرت ميشيل رودريغز لدور إيون. وربما كان ذلك بسبب شراكتها السابقة مع المخرجة كوساما في قتال فتاة.
اقترحت كارين في الأصل التصوير في برازيليا، البرازيل، لأن بنية تلك المدينة مع رؤيتها لبريغنا. وقد رفضت الفكرة لافتقار برازيليا للبنية التحتية والخبرة التقنية لتيسير إنتاج الفيلم الكبير. بعد استطلاع عدة مدن حول العالم، تم اختيار برلين وبوتسدام في ألمانيا كموقع للتصوير. كان ببرلين عدة مواقع تتناسب مع عالم إيون فلوكس. تمكن الطاقم من الوصول إلى عدة أماكن لميسمح بالوصول إليها من قبل بما فيها محرقة تريبتو، منشأة ترودلتورم لأنفاق الرياح وبيت ثقافات العالم. مواقع إضافية تتضمن حيز المعالج، مسرح تشريح بني في عام 1790 لتدريب الأطباء البيطريين، في مأوى حيوانات برلين.
غلق التصوير مؤقتاً لمدة شهر خلال سبتمبر عام 2004 أثناء تعافى ثيرون من اصابة في العنق عانت منها خلال العمل في اليوم العاشر من التصوير أثناء تنفيذ شقلبة خلفية. حيث بقيت في المستشفى في برلين لمدة خمسة أيام واستغرقت حوالي ستة أسابيع من العلاج الفيزيائي للتعافي.

## الإصدار والاستجابة
اختارت شركة أفلام باراماونت عدم عرض إيون فلوكس للنقاد قبل صدوره. افتتح الفيلم في المرتبة الثانية في شباك التذاكر الأميركية وكسب 12.661.112 دولار أمريكي في أسبوعه الأول، وكان في الصدارة هاري بوتر وكأس النار. عانى إيون فلوكس انخفاضاً بنسبة 63.97٪ في عائدات شباك التذاكر، نزولاً إلى المرتبة السادسة في الأسبوع التالي. في 9 فبراير 2009، أنهى عرضه المسرحي، محققاً مكسب محلي يبلغ 25,874,337$ وإجمالي 52,304,001$ في شباك التذاكر العالمي. كان رد الفعل الحاسم سلبي أساساً. حاز الفيلم على تقييم 10 ٪ «فاسد» على موقع الطماطم الفاسدة، وتفيد بالإجماع «إيون فلوكس يفتقر إلى معدل الجاذبية المتحدية في مسلسل الرسوم المتحركة، وهو إلى حد كبير موضوع ممل.»، وحصل على درجة 36 من أصل 100 في ميتاكريتيك. واعتبر الفيلم فشلا مالياً حيث أن عائدات الفيلم كانت أقل من ميزانية الـ62 مليون$.
على الرغم من أن بيتير تشانغ كان متفاؤلاً حول الفيلم ومعجب بالمشاهد عند زيارته للإنتاج، في النهاية وصفه بـ«المهزلة» مضيفاً: «كنت غير سعيد عندما قرأت السيناريو قبل أربع سنوات؛ مشاهدته معروض ويفوق التوقعات في مسرح مزدحم جعلني أشعر بالعجز، مهان وحزين.... يدعون حبهم للنسخة الأصلية؛ إلا أنهم لا يمدون ذلك الإيمان إلى جمهورهم. لا، سوف يخففونه للجمهور، وهو ليس عصرياً بما يكفي لتقدير مصدر خام، نقي وخالص كما يفعلون.» زعم كتاب السيناريو فيل هاي ومات مانفريدي في مقابلة أن الفيلم كان إعادة قطع من الاستوديو قبل نشره وقطعة المخرجة الأصلية تحتوي على نحو 30 دقيقة من اللقطات الإضافية، الذي أقر تشونج في انتقاده للفيلم.

## موسيقى
| 1.  | "بريغنا 2415"                | 4:47 |
| 2.  | "البانوبتيكون"               | 2:33 |
| 3.  | "أونا فلوكس"                 | 1:13 |
| 4.  | "حديقة تعذيب"                | 2:40 |
| 5.  | "مهمة مونيكية"               | 1:14 |
| 6.  | "أولاد جيدون"                | 2:40 |
| 7.  | "القبلة"                     | 3:18 |
| 8.  | "الريليكال والحافظ"          | 4:22 |
| 9.  | "اكتشاف الاستنساخ"           | 5:15 |
| 10. | "قنبلة!/مطاردة الخط الأحادي" | 3:49 |
| 11. | "أتذكر"                      | 1:38 |
| 12. | "بستان الكرز"                | 3:51 |
| 13. | "أورين غودتشايلد يموت"       | 3:42 |
| 14. | "تدمير الذكريات"             | 4:04 |
| 15. | "إيون فلوكس"                 | 3:34 |

ألف النيوزيلندي غرايم ريفيل التسجيل لإيون فلوكس؛ والموسيقى التصويرية متاحة عبر فاريز ساراباند كما هو معلن على موقع الفيلم الرسمي.

## بريكول الكتاب المصور
في أواخر عام 2005، نشرت كتب الحصان المظلم المصورة أربع أعداد لسلسلة كوميكس محدودة مربوطة مع الفيلم. تعمل القصة بمثابة بريكول للفيلم وهو خليط من تصاميم وشخصيات مسلسل بيتر شونغ إلى جانب مع الإعداد وعناصر من قصة الفيلم. (هناك بعض التعديلات: نسخة إيون في الكتاب المصور مشابهة بشكل كبير لثيرون، بينما زميلتها سيثاندرا، التي لعبت شخصيتها في الفيلم من قبل ممثلة سوداء، صورت قوقازية في الكتاب المصور). العدد الأول يضع مهمة إيون فلوكس في السلسلة المصغرة: تخريب خطة الحكومة البريغنانية لتدمير الغابات خارج أسوار بريغنا. تم نشر آخر عددين من السلسلة المحدودة بعد إصدار الفيلم، وبحلول الوقت خرج العدد الآخير، وكان الفيلم قد أنهى عرضه بالفعل في معظم المناطق. لم تعلن شركة الحصان المظلم ما إذا كانت ستنشر المزيد من الكتب المصورة المبنية على إيون فلوكس.

## لعبة الفيديو
في 15 نوفمبر 2005، صدرت لعبة فيديو تحمل نفس الاسم في أمريكا الشمالية على نظامي اللعب البلاي ستيشن 2 والإكس بوكس.

## وسائط منزلية
تم إصدار ايون فلوكس على دي في دي في 25 أبريل، عام 2006. اعتبارا من 16 يوليو 2006، حقق الدي في دي 31.80 مليون دولار في مبيعات الإيجار.

## وصلات خارجية
- مقالات تستعمل روابط فنية بلا صلة مع ويكي بيانات

الموقع الرسمي
إيون فلوكس على قاعدة بيانات الأفلام على الإنترنت
إيون فلوكس[وصلة مكسورة] على أول روفي
إيون فلوكس على بوكس أوفيس موجو
إيون فلوكس على الطماطم الفاسدة